# Linia kolejowa nr 64
Linia kolejowa nr 64 – linia łącząca stację Kozłów ze stacją Koniecpol.

## Historia
- 1971-12-28 Starzyny – Koniecpol – otwarcie linii torów: 1435 mm
- 1971-12-28 Kozłów – Starzyny – otwarcie linii torów: 1435 mm
- 1973-12-29 Kozłów – Koniecpol – elektryfikacja
- 2011-08 Szczekociny – fizyczna likwidacja stacji
- 2012-03-03 Chałupki – katastrofa kolejowa pod Szczekocinami

## Główne stacje
- Kozłów
- Marcinowice
- Mstyczów
- Węgrzynów Stary
- Szczekociny
- Starzyny
- Wola Kuczkowska
- Koniecpol

## Eksploatacja
Linia w użytkowaniu – ruch pasażerski i towarowy.
| Tor 1         | Tor 1         | Tor 1               | Tor 1     | Tor 1            |                     | Tor 2               | Tor 2               | Tor 2               | Tor 2               | Tor 2 |
| odcinek linii | odcinek linii | pociągi pasażerskie | szynobusy | pociągi towarowe | odcinek linii       | odcinek linii       | pociągi pasażerskie | szynobusy           | pociągi towarowe    |       |
| km pocz.      | km końcowy    | pociągi pasażerskie | szynobusy | pociągi towarowe | km pocz.            | km końcowy          | pociągi pasażerskie | szynobusy           | pociągi towarowe    |       |
| -0,526        | 1,100         | 120                 | 120       | 80               | -0,526              | 1,100               | 120                 | 120                 | 80                  |       |
| 1,100         | 6,500         | 160                 | 160       | 80               | 1,100               | 6,500               | 160                 | 120                 | 80                  |       |
| 6,500         | 32,409        | 160                 | 160       | 80               | 6,500               | 32,326              | 160                 | 120                 | 80                  |       |
| 32,409        | 39,742        | 120                 | 120       | 80               | Odcinek jednotorowy | Odcinek jednotorowy | Odcinek jednotorowy | Odcinek jednotorowy | Odcinek jednotorowy |       |
| 39,742        | 43,528        | 120                 | 120       | 80               | Odcinek jednotorowy | Odcinek jednotorowy | Odcinek jednotorowy | Odcinek jednotorowy | Odcinek jednotorowy |       |

Na początku sierpnia 2016 r. na odcinku Kozłów – Starzyny, która stanowi część połączenia Warszawy z Krakowem, został uruchomiony system ETCS poziomu 1